# Christian Fjerdingstad
Christian Fjerdingstad (1891-1968) est un orfèvre danois.

## Biographie

### Carrière professionnelle
En 1925, Fjerdingstad travaille comme responsable de la création dans la célèbre maison d'orfèvrerie Christofle pour ses pièces en métal argenté ou en étain vendues sous le nom d'Étain de Carville, traduction littérale de son nom danois Fjerding-Stad. Cet artiste danois considéré comme le rénovateur de l'orfèvrerie au XXe siècle et l'un des fondateurs du style Art déco dans ce domaine. Créateur d'exception, il transcende les époques, les modes et les styles.[non neutre] Sa passion pour l'ornithologie et la botanique apporte une veine naturaliste, organique et fluide servie par une technique où les qualités du métal sont largement exploitées notamment dans le martelage.
Christian Fjerdingstad est l'auteur de Escapade dans le passé ou la vie d'un Danois en France - édition du Rocher, 1967.
Une exposition lui est consacrée entre mai et septembre 1999 au Musée d'art et d'histoire Louis-Senlecq de L’Isle-Adam, France et au Museet paa Koldinghus de Kolding, Danemark en 1999.